# 庫拉考廷
38°26′S 71°53′W / 38.433°S 71.883°W

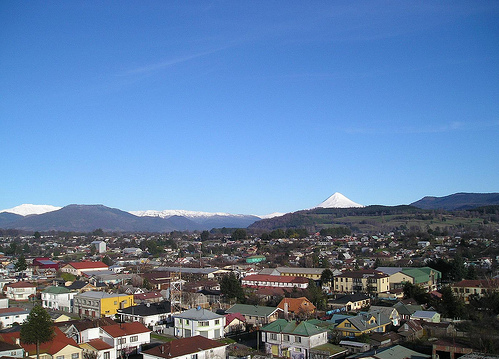

庫拉考廷（西班牙語：Curacautín），是智利的城鎮，位於該國南部阿勞卡尼亞大區的馬雷科省，始建於1882年3月12日，面積1,664.0平方公里，海拔高度542米，2012年人口16,508人，人口密度每平方公里9.9人。